# Lancer du marteau aux championnats du monde d'athlétisme
Pour un article plus général, voir Championnats du monde d'athlétisme.
Le lancer du marteau masculin fait partie des épreuves inscrites au programme des premiers championnats du monde d'athlétisme, en 1983, à Helsinki. L'épreuve féminine fait sa première apparition en 1999 lors des Mondiaux de Séville.
Avec cinq médailles d'or remportées, le Polonais Paweł Fajdek est l'athlète masculin le plus titré dans cette compétition. Sa compatriote Anita Włodarczyk détient quant à elle le record de victoires féminines avec quatre titres.
Les records des championnats du monde appartiennent, chez les hommes au Biélorusse Ivan Tsikhan, auteur de 83,63 m lors des mondiaux 2007 et chez les femmes à Anita Włodarczyk, créditée de 80,85 m en 2015 à Moscou.

## Éditions
| Années | 83 | 87 | 91 | 93 | 95 | 97 | 99 | 01 | 03 | 05 | 07 | 09 | 11 | 13 | 15 | 17 | 19 | 22 | 23 | Total |
| ------ | -- | -- | -- | -- | -- | -- | -- | -- | -- | -- | -- | -- | -- | -- | -- | -- | -- | -- | -- | ----- |
| Hommes | X  | X  | X  | X  | X  | X  | X  | X  | X  | X  | X  | X  | X  | X  | X  | X  | X  | X  | X  | 19    |
| Femmes |    |    |    |    |    |    | X  | X  | X  | X  | X  | X  | X  | X  | X  | X  | X  | X  | X  | 13    |

## Hommes

### Historique

#### 1983-1995
Le Soviétique Sergey Litvinov, qui a amélioré le record du monde quelques semaines auparavant avec un jet au-delà des 84 mètres, devient le premier champion du monde du lancer du marteau en 1983 à Helsinki. Il s'impose avec la marque de 82,68 m qu'il réalise à son premier essai, et devance sur le podium son compatriote Youri Sedykh (80,94 m) et  le Polonais Zdzisław Kwaśny (79,42 m, record national).
En l'absence de Youri Sedykh, qui a porté le record du monde à 86,74 m en 1986, le titre des championnats du monde 1987 à Rome revient une nouvelle fois à Sergey Litvinov qui réalise un lancer à 83,06 m à sa deuxième tentative, nouveau record des championnats. L'autre Soviétique Jüri Tamm se classe deuxième du concours avec 80,84 m tandis que l'Est-allemand Ralf Haber occupe la troisième place avec 80,76 m.
Champion olympique en 1988, Youri Sedykh devient champion du monde en 1991 à Tokyo en réalisant à son deuxième essai un lancer victorieux à 81,70 m. Il devance l'autre Soviétique Igor Astapkovich, médaillé d'argent avec 80,94 m et l'Allemand Heinz Weis, médaillé de bronze avec 80,44 m.
L'Ouzbek Andrey Abduvaliyev, champion olympique en 1992 à Barcelone s'impose lors des deux championnats du monde suivants. Aux mondiaux de 1993 à Stuttgart, il établit la marque de 81,64 m à son 4e essai et devance de près de deux mètres Igor Astapkovich, qui concourt désormais pour la Biélorussie et qui remporte sa deuxième médaille d'argent d'affilée (79,88 m). Le Hongrois Tibor Gécsek complète le podium avec 79,54 m. Sergey Litvinov se classe 7e de la finale.
En 1995 à Göteborg, Andrey Abduvaliyev devient de nouveau champion du monde en effectuant un lancer à 81,56 m à sa sixième et dernière tentative. Longtemps en tête dans le concours avec un lancer à 81,10 m réalisé au troisième essai, Igor Astapkovich voit de nouveau le titre mondial s'envoler et s'adjuge pour la troisième fois consécutive la médaille d'argent. Le podium est identique à celui de Stuttgart puisque Tibor Gécsek décroche une nouvelle médaille de bronze (80,98 m).

#### 1997-2005

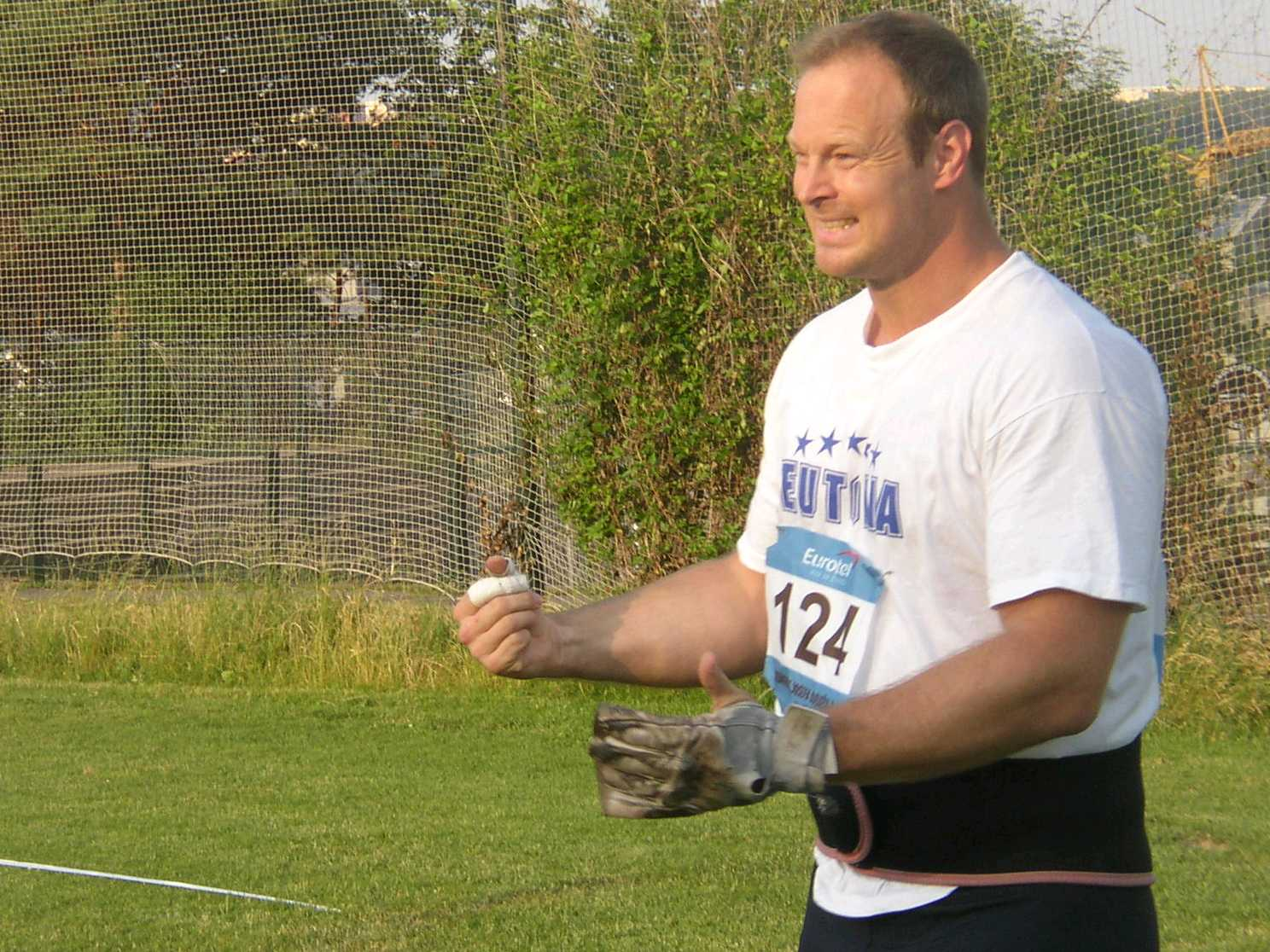
Karsten Kobs, champion du monde en 1999.

L'Allemand Heinz Weis remporte le concours des championnats du monde 1997 à Athènes, en atteignant la marque de 81,78 m à sa sixième et dernière tentative. L'Ukrainien Andriy Skvaruk se classe deuxième de la finale avec un lancer à 81,46 m, le Russe Vasiliy Sidorenko obtenant la médaille de bronze avec 80,76 m. Champion olympique un an plus tôt à Atlanta, le Hongrois Balázs Kiss termine au pied du podium avec 79,96 m.
L'Allemand Karsten Kobs succède à son compatriote Heinz Weis à l'occasion des championnats du monde 1999 en réalisant la marque de 80,24 m dès son entrée dans le concours. Il devance sur le podium le Hongrois Zsolt Németh, médaillé d'argent avec 79,05 m et l'Ukrainien Vladyslav Piskunov, médaillé de bronze avec 79,03 m.
En 2001, lors des mondiaux d'Edmonton, le Polonais Szymon Ziółkowski confirme son titre olympique obtenu en 2000 à Sydney en s'emparant du titre mondial. Avec un lancer à 83,38 m réussi à son cinquième essai, il améliore de 32 cm le record des championnats du monde de Sergey Litvinov établi en 1987. Le Japonais Kōji Murofushi se classe deuxième de la finale avec 82,92 m, le Russe Ilya Konovalov terminant 3e avec 80,27 m.
Le Biélorusse Ivan Tsikhan remporte les championnats du monde de 2003, au Stade de France, en réalisant un lancer à 83,05 m à son sixième et dernier essai. Le Hongrois Adrián Annus termine à la deuxième place avec 80,36 m, juste devant Kōji Murofushi, troisième avec 80,12 m.
Ivan Tsikhan s'impose de nouveau à l'occasion des mondiaux 2005 à Helsinki en effectuant un lancer à 83,89 m à son quatrième essai, marque constituant un nouveau record des championnats du monde. Mais convaincu de dopage, le Biélorusse sera déchu de sa médaille d'or en 2014 mais conservera néanmoins sa médaille d'or obtenue en 2003. Son compatriote Vadim Devyatovskiy, initialement deuxième de l'épreuve avec 82,60 m,  récupère en conséquence la médaille d'or, Szymon Ziółkowski (initialement 3e avec 79,35 m) la médaille d'argent, et l'Allemand Markus Esser (initialement 4e avec 79,16 m) la médaille de bronze.

#### 2007-2015

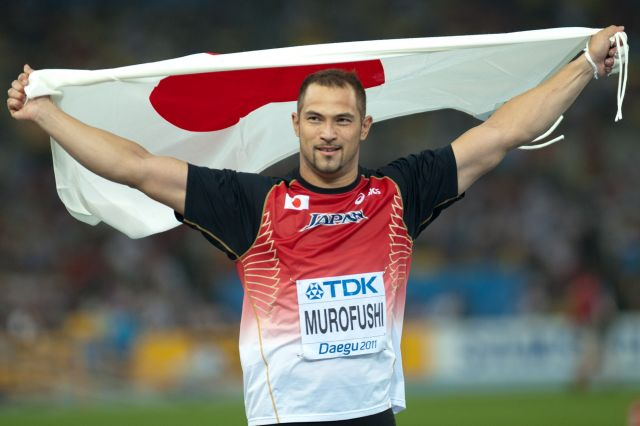
Kōji Murofushi, champion du monde du lancer du marteau en 2011.

Ivan Tsikhan remporte un nouveau titre de champion du monde en 2007 à Osaka en réalisant à son sixième et dernier essai un nouveau record de la compétition avec 83,63 m. Le Slovène Primož Kozmus monte sur la deuxième marche du podium avec 82,29 m, le Slovaque Libor Charfreitag se classant troisième avec 81,60 m, devant le tenant du titre Vadim Devyatovskiy.
En 2009, aux championnats du monde de Berlin, la victoire revient à Primož Kozmus, champion olympique l'année passée à Pékin, qui s'impose avec un lancer à 80,84 m réalisé à son sixième et dernier essai. Il devance largement le Polonais Szymon Ziółkowski, deuxième en 79,30 m et le Russe Aleksey Zagornyi, troisième en 78,09 m. 
Deux ans plus tard lors des Mondiaux de Daegu, le Japonais Kōji Murofushi devient à 36 ans le plus vieux champion du monde de lancer du marteau. Avec 81,24 m à son troisième essai, il établit son meilleur lancer de l'année en finale et devance de six centimètre seulement le Hongrois Krisztián Pars (81,18 m), Primož Kozmus décrochant la médaille de bronze avec 79,39 m.
Lors des championnats du monde 2013, à Moscou, le Polonais Paweł Fajdek remporte son premier titre international majeur en atteignant la marque de 81,97 m à son premier essai, nouveau record personnel et meilleure performance de l'année 2013. Il devance sur le podium Krisztián Pars (80,30 m), champion olympique en 2012 à Londres, et le Tchèque Lukáš Melich (79,36 m). Le tenant du titre Kōji Murofushi termine à la sixième place.
Paweł Fajdek conserve sa couronne mondiale en remportant la finale des championnats du monde 2015, à Pékin, avec un lancer à 80,88 m réalisé à son quatrième essai. Le Hongrois Dilshod Nazarov est médaillé d'argent avec 78,55 m et le Polonais Wojciech Nowicki médaillé de bronze avec 78,55 m.

#### Depuis 2017

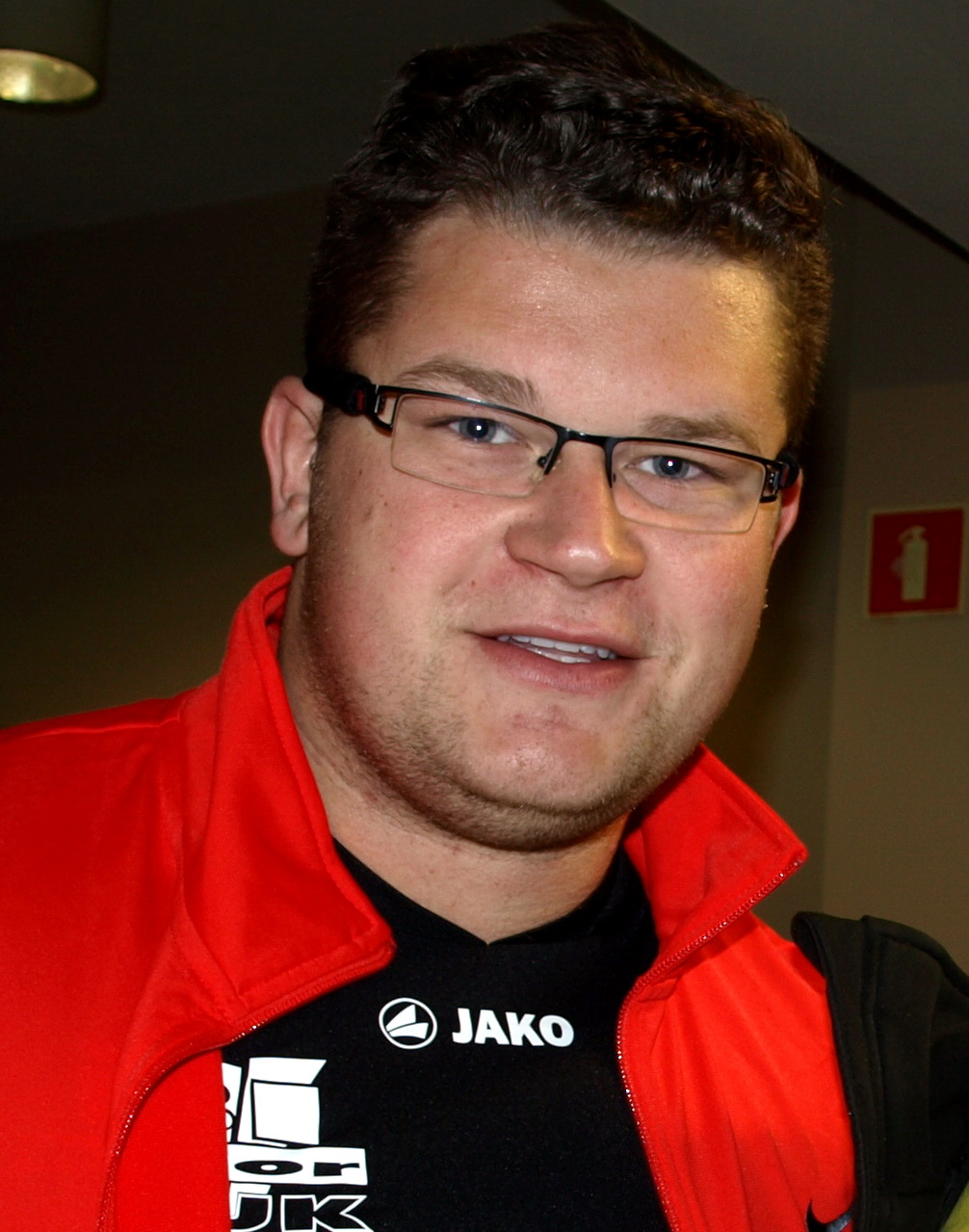
Paweł Fajdek remporte 5 titres mondiaux consécutifs au lancer du marteau, de 2013 à 2022.

En 2017, Paweł Fajdek remporte les championnats du monde de Londres et devient à cette occasion avec trois médailles d'or l'athlète masculin le plus titré au lancer du marteau lors d'un championnat du monde, devant Andrey Abduvaliyev, Ivan Tsikhan et Sergey Litvinov (2 titres). En finale, il prend la tête du concours à son troisième essai avec 79,73 m, puis réalise son lancer victorieux à son quatrième essai avec 79,81 m. Il devance le Russe Valeriy Pronkin qui concourt sous la bannière des athlètes neutres autorisés (78,16 m) et Wojciech Nowicki (78,03 m) qui glane sa deuxième médaille de bronze consécutive. Dilshod Nazarov, champion olympique en 2016 à Rio de Janeiro, prend la septième place.
Aux championnats du monde 2019 à Doha, Paweł Fajdek s'adjuge son quatrième titre planétaire consécutif grâce à un jet à 80,50 m qu'il réalise à son quatrième essai, dans une série où son moins bon jet (79,34 m à son premier essai) aurait été suffisant pour remporter la médaille d'or. Le Français Quentin Bigot, auteur de son meilleur jet de la saison au quatrième essai avec 78,19 m, décroche la médaille d'argent alors que deux médailles de bronze sont attribuées au Hongrois Bence Halász (78,18 m) et à Wojciech Nowicki (77,69 m), qui initialement 4e, avait vu son premier lancer invalidé par les juges, mais obtient gain de cause après appel.
Paweł Fajdek décroche un cinquième titre mondial consécutif au lancer du marteau à l'occasion des championnats du monde 2022 à Eugene. Avec un lancer à 81,98 m réalisé à son troisième essai, il établit la meilleure performance mondiale de la saison, devançant Wojciech Nowicki (81,03 m) et Eivind Henriksen (80,87 m). Il devient le deuxième athlète le plus titré aux Mondiaux dans une épreuve individuelle, derrière l'Ukrainien Sergueï Bubka (six fois champion du monde de saut à la perche), et à égalité avec l'Allemand Lars Riedel (cinq fois champion du monde du lancer du disque) et la Jamaïcaine Shelly-Ann Fraser-Pryce (cinq fois championne du monde du 100 mètres). Wojciech Nowicki, champion olympique en 2021 à Tokyo, obtient sa quatrième médaille en championnats du monde, l'argent après ses trois médailles de bronze. 
Le règne de Pawel Fajdek prend fin aux Mondiaux de Budapest en 2023, le Polonais échouant à la 4e place avec 80,00 m. Le titre revient au Canadien Ethan Katzberg, qui crée la sensation en portant son record national à 81,25 m lors de son 5e essai. Wojciech Nowicki s'empare de l'argent, sa cinquième médaille planétaire, et le Hongrois Bence Halász se pare de bronze devant son public.

### Palmarès
| Édition | Or                         | Argent                    | Bronze                                        |
| ------- | -------------------------- | ------------------------- | --------------------------------------------- |
| 1983    | Sergey Litvinov 82,68 m    | Youri Sedykh 80,94 m      | Zdzislaw Kwasny 79,42 m                       |
| 1987    | Sergey Litvinov 83,06 m    | Jüri Tamm 80,84 m         | Ralf Haber 80,76 m                            |
| 1991    | Youri Sedykh 81,70 m       | Igor Astapkovich 80,94 m  | Heinz Weis 80,44 m                            |
| 1993    | Andreï Abduvaliev 81,64 m  | Igor Astapkovich 79,88 m  | Tibor Gécsek 79,54 m                          |
| 1995    | Andreï Abduvaliev 81,56 m  | Igor Astapkovich 81,10 m  | Tibor Gécsek 80,98 m                          |
| 1997    | Heinz Weis 81,78 m         | Andriy Skvaruk 81,46 m    | Vasiliy Sidorenko 80,76 m                     |
| 1999    | Karsten Kobs 80,24 m       | Zsolt Németh 79,05 m      | Vladislav Piskunov 79,03 m                    |
| 2001    | Szymon Ziółkowski 83,38 m  | Kōji Murofushi 82,92 m    | Ilya Konovalov 80,27 m                        |
| 2003    | Ivan Tsikhan 83,05 m       | Adrián Annus 80,36 m      | Kōji Murofushi 80,12 m                        |
| 2005    | Vadim Devyatovskiy 82,60 m | Szymon Ziółkowski 79,35 m | Markus Esser 79,16 m                          |
| 2007    | Ivan Tsikhan 83,63 m       | Primož Kozmus 82,29 m     | Libor Charfreitag 81,60 m                     |
| 2009    | Primož Kozmus 80,84 m      | Szymon Ziółkowski 79,30 m | Aleksey Zagornyi 78,09 m                      |
| 2011    | Kōji Murofushi 81,24 m     | Krisztián Pars 81,18 m    | Primož Kozmus 79,39 m                         |
| 2013    | Paweł Fajdek 81,97 m       | Krisztián Pars 80,30 m    | Lukáš Melich 79,36 m                          |
| 2015    | Paweł Fajdek 80,88 m       | Dilshod Nazarov 78,55 m   | Wojciech Nowicki 78,55 m                      |
| 2017    | Paweł Fajdek 79,81 m       | Valeriy Pronkin 78,16 m   | Wojciech Nowicki 78,03 m                      |
| 2019    | Paweł Fajdek 80,50 m       | Quentin Bigot 78,19 m     | Bence Halász 78,18 m Wojciech Nowicki 77,69 m |
| 2022    | Paweł Fajdek 81,89 m       | Wojciech Nowicki 81,03 m  | Eivind Henriksen 80,87 m                      |
| 2023    | Ethan Katzberg 81,25 m     | Wojciech Nowicki 81,02 m  | Bence Halász 80,82 m                          |

### Multiples médaillés
| Rang | Athlète           | Pays             | Période   | Or | Argent | Bronze | Total |
| ---- | ----------------- | ---------------- | --------- | -- | ------ | ------ | ----- |
| 1    | Paweł Fajdek      | Pologne          | 2013–2022 | 5  | 0      | 0      | 5     |
| 2=   | Andreï Abduvaliev | Tadjikistan      | 1993–1995 | 2  | 0      | 0      | 2     |
| 2=   | Ivan Tsikhan      | Biélorussie      | 2003–2007 | 2  | 0      | 0      | 2     |
| 2=   | Sergey Litvinov   | Union soviétique | 1983–1987 | 2  | 0      | 0      | 2     |
| 5    | Szymon Ziółkowski | Pologne          | 2001–2009 | 1  | 2      | 0      | 3     |
| 6=   | Kōji Murofushi    | Japon            | 2001–2011 | 1  | 1      | 1      | 3     |
| 6=   | Primož Kozmus     | Slovénie         | 2009–2011 | 1  | 1      | 1      | 3     |
| 8    | Youri Sedykh      | Union soviétique | 1983–1991 | 1  | 1      | 0      | 2     |
| 9    | Heinz Weis        | Allemagne        | 1991–1997 | 1  | 0      | 1      | 2     |
| 10   | Igor Astapkovich  | Biélorussie      | 1991–1995 | 0  | 3      | 0      | 3     |
| 11   | Wojciech Nowicki  | Pologne          | 2015–2023 | 0  | 2      | 3      | 5     |
| 12   | Krisztián Pars    | Hongrie          | 2011–2013 | 0  | 2      | 0      | 2     |
| 13   | Tibor Gécsek      | Hongrie          | 1993–1995 | 0  | 0      | 2      | 2     |

### Records des championnats
| Marque  | Athlète           | Lieu     | Date               |
| ------- | ----------------- | -------- | ------------------ |
| 75,78 m | Zdzisław Kwaśny   | Helsinki | 8 août 1983        |
| 78,50 m | Sergey Litvinov   | Helsinki | 8 août 1983        |
| 79,22 m | Youri Sedykh      | Helsinki | 8 août 1983        |
| 82,68 m | Sergey Litvinov   | Helsinki | 8 août 1983        |
| 83,06 m | Sergey Litvinov   | Rome     | 1er septembre 1987 |
| 83,38 m | Szymon Ziółkowski | Edmonton | 5 août 2001        |
| 83,63 m | Ivan Tsikhan      | Osaka    | 25 août 2007       |

## Femmes

### Historique

#### 2007-2015

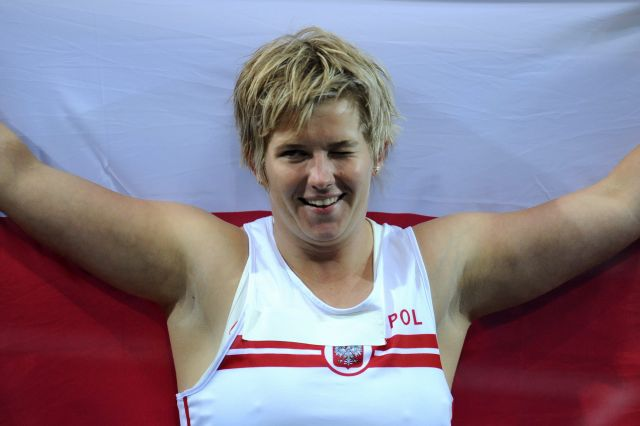
Anita Włodarczyk, championne du monde en 2009, 2013, 2015 et 2017.

L'Allemande Betty Heidler monte sur la plus haute marche du podium des championnats du monde 2007 d'Osaka en effectuant un lancer à 74,76 m à son deuxième essai, devançant de deux centimètres seulement la triple tenante du titre Yipsi Moreno, la Chinoise Zhang Wenxiu se classant troisième du concours avec 74,39 m.
En l'absence de la championne olympique en titre Yipsi Moreno pour cause de maternité, le titre des championnats du monde 2009 à Berlin revient à la Polonaise Anita Włodarczyk qui réalise, dès sa deuxième tentative, un nouveau record du monde en 77,96 m, améliorant de seize centimètres la précédente meilleure marque mondiale de la Russe Tatyana Lysenko datant de 2006. En célébrant son jet par un saut de joie, elle se donne une entorse de la cheville qui l'empêche de réaliser les lancers suivants de la finale. Włodarczyk devance la tenante du titre Betty Heidler (77,12 m, record d'Allemagne) et la Slovaque Martina Hrašnová (74,79 m).
En 2011 à Daegu, la Russe Tatyana Lysenko s'impose avec un lancer à 77,13 m après avoir réalisé quatre autres jets à plus de 75 mètres. Elle devance de plus d'un mètre Betty Heidler (76,06 m), qui avait porté le record du monde à 79,42 m quelques semaines auparavant, et Zhang Wenxiu, médaillée de bronze avec 75,03 m. Yipsi Moreno (4e) et Anita Włodarczyk (5e) terminent au pied du podium en respectivement 74,48 m et 73,56 m.
Lors des championnats du monde 2013, à Moscou, Anita Włodarczyk termine initialement deuxième du concours derrière Tatyana Lysenko (78,18 m) en améliorant le record de Pologne avec la marque de 78,46 m. Toutefois, la médaille d'or lui sera réattribuée en 2016 à la suite du déclassement pour dopage de la Russe. Zhang Wenxiu obtient la médaille d'argent avec 75,58 m et sa compatriote Wang Zheng la médaille de bronze avec 74,90 m.
Première athlète à lancer le marteau au-delà des 80 mètres (81,08 m), performance réalisée quelques jours avant les championnats du monde 2015, Anita Włodarczyk décroche un troisième titre de championne du monde, égalant la performance de Yipsi Moreno, titrée de 2001 à 2005. À Londres en finale, elle réalise à son troisième essai un premier lancer 80,27 m, puis enchaine à son quatrième essai par un nouveau jet au-delà des 80 mètres avec 80,85 m, établissant à chaque fois un nouveau record des championnats du monde. À près de quatre mètres de la Polonaise, Zhang Wenxiu s'adjuge une nouvelle médaille d'argent avec 76,33 m, la Française Alexandra Tavernier se classant troisième avec 74,02 m.

#### Depuis 2017

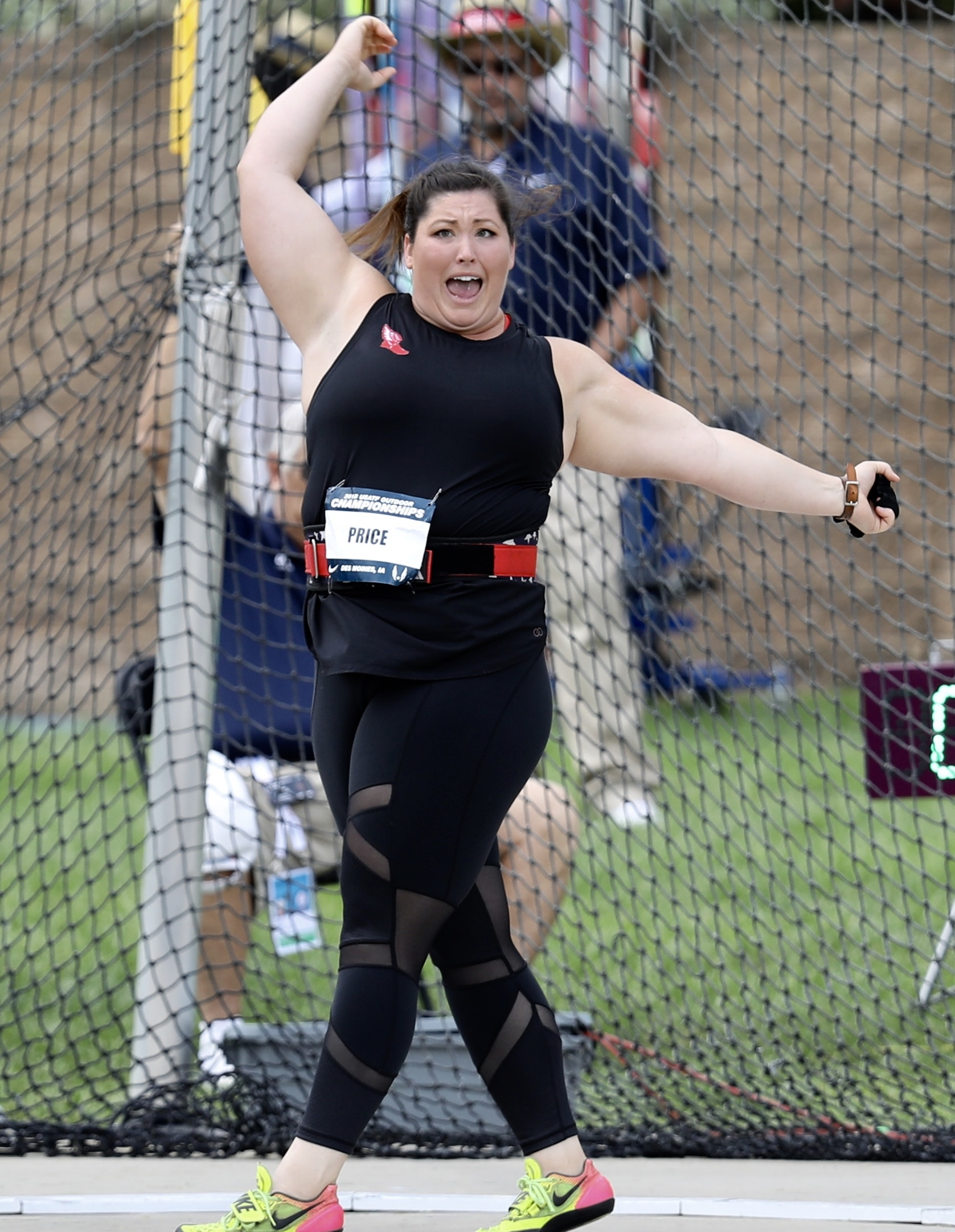
DeAnna Price, championne du monde en 2019.

Championne olympique pour le deuxième fois en 2016, Anita Włodarczyk s'adjuge son 4e titre mondial à l'occasion des championnats du monde 2017 de Londres avec un lancer à 77,90 m établi à son 5e essai. Elle devance Wang Zheng, qui réalise un lancer à 75,98 m, et l'autre Polonaise Malwina Kopron, troisième avec 74,76 m. Un an auparavant, la Polonaise avait établi un sixième record du monde en portant la meilleure marque mondiale à 82,98 m.
DeAnna Price devient la première Américaine championne du monde du lancer du marteau en s'imposant aux championnats du monde 2019 de Doha avec 77,54 m, marque réalisée à son troisième essai. Elle devance sur le podium la Polonaise Joanna Fiodorow qui bat son record personnel avec 76,35 m et Wang Zheng, médaillée de bronze avec 74,76 m.
Lors des championnats du monde 2022 à Eugene, l'Américaine Brooke Andersen succède à sa compatriote DeAnna Price en effectuant un lancer à 78,96 m à son sixième et dernier essai, après avoir réalisé deux autres lancers au-delà des 77 mètres, à ses 4e et 5e tentatives. Elle devance sur le podium la Canadienne Camryn Rogers (75,52 m) et l'autre Américaine Janee Kassanavoid (74,86 m). La tenante du titre DeAnna Price déclare forfait quelques jours avant la compétition après avoir contracté le Covid-19, tout comme la triple championne olympique Anita Włodarczyk, blessée aux ischio-jambiers après avoir empêché un voleur de repartir avec sa voiture. 
A Budapest en 2023, la Canadienne Camryn Rogers est sacrée championne du monde grâce à un jet à 77,22 m réalisé dès sa première tentative, devant les Américaines Janee Kassanavoid (76,36 m) et DeAnna Price (75,41 m). Ce titre survient seulement quelques jours après celui de son compatriote Ethan Katzberg chez les hommes, offrant ainsi un doublé historique pour le Canada dans cette discipline. 

### Palmarès
| Édition | Or                       | Argent                    | Bronze                      |
| ------- | ------------------------ | ------------------------- | --------------------------- |
| 1999    | Mihaela Melinte 75,20 m  | Olga Kuzenkova 72,56 m    | Lisa Misipeka 66,06 m       |
| 2001    | Yipsi Moreno 70,65 m     | Olga Kuzenkova 70,61 m    | Bronwyn Eagles 68,87 m      |
| 2003    | Yipsi Moreno 73,33 m     | Olga Kuzenkova 71,71 m    | Manuela Montebrun 70,92 m   |
| 2005    | Yipsi Moreno 75,10 m     | Tatyana Lysenko 73,08 m   | Manuela Montebrun 71,41 m   |
| 2007    | Betty Heidler 74,76 m    | Yipsi Moreno 74,74 m      | Zhang Wenxiu 74,39 m        |
| 2009    | Anita Włodarczyk 77,96 m | Betty Heidler 77,12 m     | Martina Hrašnová 74,79 m    |
| 2011    | Tatyana Lysenko 77,13 m  | Betty Heidler 76,06 m     | Zhang Wenxiu 75,03 m        |
| 2013    | Anita Włodarczyk 78,46 m | Zhang Wenxiu 75,58 m      | Wang Zheng 74,90 m          |
| 2015    | Anita Włodarczyk 80,85 m | Zhang Wenxiu 76,33 m      | Alexandra Tavernier 74,02 m |
| 2017    | Anita Włodarczyk 77,90 m | Wang Zheng 75,98 m        | Malwina Kopron 74,76 m      |
| 2019    | Deanna Price 77,54 m     | Joanna Fiodorow 76,35 m   | Wang Zheng 74,76 m          |
| 2022    | Brooke Andersen 78,96 m  | Camryn Rogers 75,52 m     | Janee Kassanavoid 74,86 m   |
| 2023    | Camryn Rogers 77,22 m    | Janee Kassanavoid 76,36 m | DeAnna Price 75,41 m        |

### Multiples médaillées
| Rang | Athlète           | Pays       | Période   | Or | Argent | Bronze | Total |
| ---- | ----------------- | ---------- | --------- | -- | ------ | ------ | ----- |
| 1    | Anita Włodarczyk  | Pologne    | 2009–2017 | 4  | 0      | 0      | 4     |
| 2    | Yipsi Moreno      | Cuba       | 2001-2007 | 3  | 1      | 0      | 4     |
| 3    | Betty Heidler     | Allemagne  | 2007–2011 | 1  | 2      | 0      | 3     |
| 4=   | Tatyana Lysenko   | Russie     | 2005–2011 | 1  | 1      | 0      | 2     |
| 4=   | Camryn Rogers     | Canada     | 2022–2023 | 1  | 1      | 0      | 2     |
| 6    | DeAnna Price      | États-Unis | 2019–2023 | 1  | 0      | 1      | 2     |
| 7    | Olga Kuzenkova    | Russie     | 1999–2003 | 0  | 3      | 0      | 3     |
| 8    | Zhang Wenxiu      | Chine      | 2007–2015 | 0  | 2      | 2      | 4     |
| 9    | Wang Zheng        | Chine      | 2013–2019 | 0  | 1      | 2      | 3     |
| 10   | Janee Kassanavoid | États-Unis | 2022–2023 | 0  | 1      | 1      | 2     |
| 11   | Manuela Montebrun | France     | 2003–2005 | 0  | 0      | 2      | 2     |

### Records des championnats
| Marque  | Athlète           | Lieu    | Date         | Record |
| ------- | ----------------- | ------- | ------------ | ------ |
| 65,52 m | Deborah Sosimenko | Séville | 24 août 1999 |        |
| 71,57 m | Mihaela Melinte   | Séville | 24 août 1999 |        |
| 73,23 m | Mihaela Melinte   | Séville | 24 août 1999 |        |
| 75,20 m | Mihaela Melinte   | Séville | 24 août 1999 |        |
| 77,96 m | Anita Włodarczyk  | Berlin  | 22 août 2009 | WR     |
| 78,46 m | Anita Włodarczyk  | Moscou  | 16 août 2013 |        |
| 80,27 m | Anita Włodarczyk  | Pékin   | 27 août 2015 |        |
| 80,85 m | Anita Włodarczyk  | Pékin   | 27 août 2015 |        |